# Південноукраїнський енергетичний комплекс
Південноукраї́нський енергети́чний ко́мплекс — єдине в Україні підприємство з комплексним використанням ядерних і маневрених гідроакумулювальних потужностей, а також водних ресурсів річки Південний Буг.
Проєктом передбачалося спорудження унікального енергетичного об'єкта в складі чотирьох енергоблоків Південноукраїнської атомної електростанції (ПАЕС) сумарною потужністю 4000 МВт, а також потужного гідрокомплексу — Ташлицької гідроакумулювальної електростанції встановленою потужністю 1800 МВт, Костянтинівської ГЕС-ГАЕС (430 МВт) і Олександрівської ГЕС (11,5 МВт) із каскадом водосховищ:
- Ташлицьке — у балці Ташлик (об'єм 86 млн куб. метрів)
- Костянтинівське (442 млн куб. м)
- Олександрівське (114 млн куб. м) — у річищі ріки Південний Буг.

Складається з комплексу електростанцій у місті Південноукраїнськ Миколаївської області, що включає в себе Південноукраїнську атомну електростанцію (три атомні енергоблоки сумарною потужністю 3000 МВт), Олександрівську гідроелектростанцію на річці Південний Буг (два гідроагрегати, сумарна потужність 11,5 МВт) і Ташлицьку гідроакумулювальну електростанцію (нині в стадії будівництва, в експлуатацію введено перший пусковий комплекс з двох гідроагрегатів сумарною потужністю 302 МВт).
Вище за річищем Південного Бугу мала бути побудована ще одна ГЕС – Костянтинівська. Та, після протестів екологів, проєкт було перероблено.
За обсягами виробництва Південноукраїнський енергокомплекс забезпечує потреби в електричній енергії регіону з населенням понад 5 млн осіб. У 1996 році як відокремлений підрозділ підприємство увійшло до складу ДП НАЕК «Енергоатом». У 2006 році воно сертифіковане на відповідність вимогам стандарту ISO 9001. За роки існування АЕС, ГЕС та ГАЕС в сумі виробили близько 400 млрд кВт·год електричної енергії (дані на липень 2008 року).